# Brigada Mixta

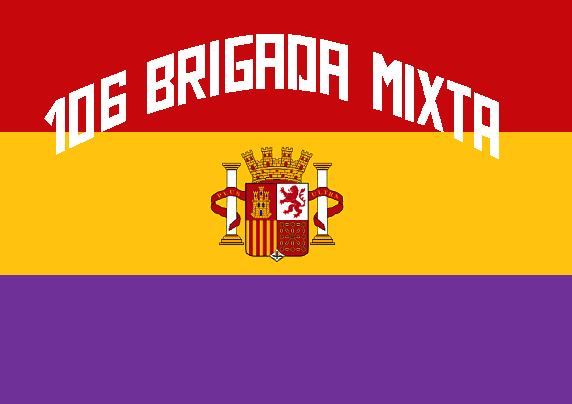
Estendard de la 106a Brigada Mixta de l'Exèrcit Popular.

La Brigada Mixta fou la unitat militar bàsica i orgànica del nou Exèrcit Popular de la República durant la Guerra Civil espanyola.
En la seva estructura inicial de l'octubre del 1936 estava formada per 4 batallons d'infanteria, cadascun dels quals era formats per 5 companyies, un batalló mixt d'enginyers, una companyia d'intendència i un grup de sanitat. Quan la brigada estava ben dotada també disposava de cavalleria. La unió de tres o quatre brigades mixtes donava lloc a una divisió.